# John Carew (3e baronnet)
John Carew, 3e baronnet (6 novembre 1635 - 1er août 1692) d'Antony, Cornouailles, est un homme politique anglais qui siège à la Chambre des communes entre 1660 et 1692.

## Origines
Carew est le troisième mais l'aîné des fils survivants d'Alexander Carew (2e baronnet) (en) (1608-1644) et de sa femme Jane Rolle (1606-1679), fille de Robert Rolle (d. 1633) de Heanton Satchville, Petrockstowe, Devon. Son père est décapité à Tower Hill le 23 décembre 1644 pour avoir tenté de trahir la cause parlementaire pendant la guerre civile anglaise.

## Carrière
Carew devient baronnet en 1644 et bien que les domaines aient été initialement séquestrés, ils sont ensuite libérés et il est autorisé à hériter en novembre 1645.
En 1660 Carew est élu député de Cornouailles au Parlement de la Convention. En 1661, il est élu député de Bodmin pour le Parlement cavalier et siège jusqu'en 1679. Il est ensuite élu député de Lostwithiel jusqu'en 1685. En 1689, il est réélu député de Cornouailles jusqu'en 1690 lorsqu'il est élu député de Saltash. Il siège jusqu'à sa mort à l'âge de 56 ans en 1692.

## Mariages et enfants
Carew se marie trois fois :

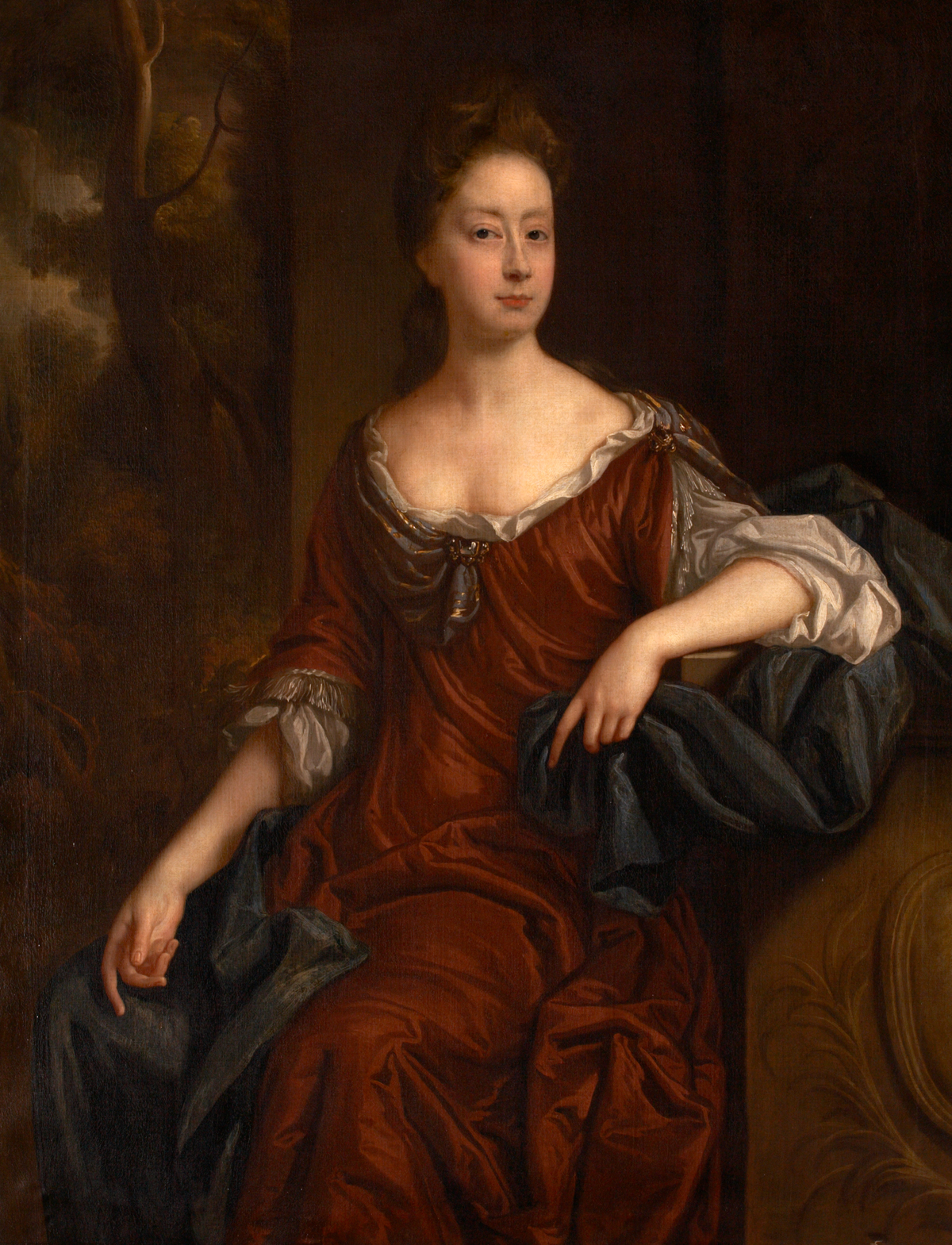
Mary Morice (d.1698), fille de Sir William Morice, 1er baronnet (c.1628-1690) de Werrington, Devon, et troisième épouse de Sir John Carew, 3e baronnet (1635-1692) d'Antony. Peint par John Riley, c.1682, Collection d'Antony House, National Trust

- Tout d'abord à Sarah Hungerford (d.1671), fille d'Antony Hungerford du château de Farleigh Hungerford, dont il a les enfants suivants :
  - John Carew (1670-1672), mort jeune
  - Alexander Carew (1667-1669), mort jeune
  - Jane Carew (1662-1700), seconde épouse de Jonathan Rashleigh (1642-1702) (en), de Menabilly, Cornwall, député de Fowey et shérif de Cornouailles en 1687[8]. De ce mariage est issue la famille Pole-Carew qui, en la personne de son arrière-petit-fils Reginald Pole-Carew (1753-1835), hérite d'Antony en 1748 à la mort de Coventry Carew, 6e baronnet (vers 1716-1748), et conformément aux termes du legs prend le nom Carew en plus de son nom de famille paternel de Pole[7].
  - Rachel Carew (1664-), épouse d'Ambrose Manaton de Devon.
- En secondes noces, il épouse Elizabeth Norton (d.1679), fille de Richard Norton de Southwick, Hampshire ; sans enfants.
- En troisièmes noces, il épouse Mary Morice (d.1698), fille de William Morice (1er baronnet) (c.1628-1690) de Werrington, Devon, dont il a les enfants suivants[7] :

- - Richard Carew, 4e baronnet (1683-1703)[2]

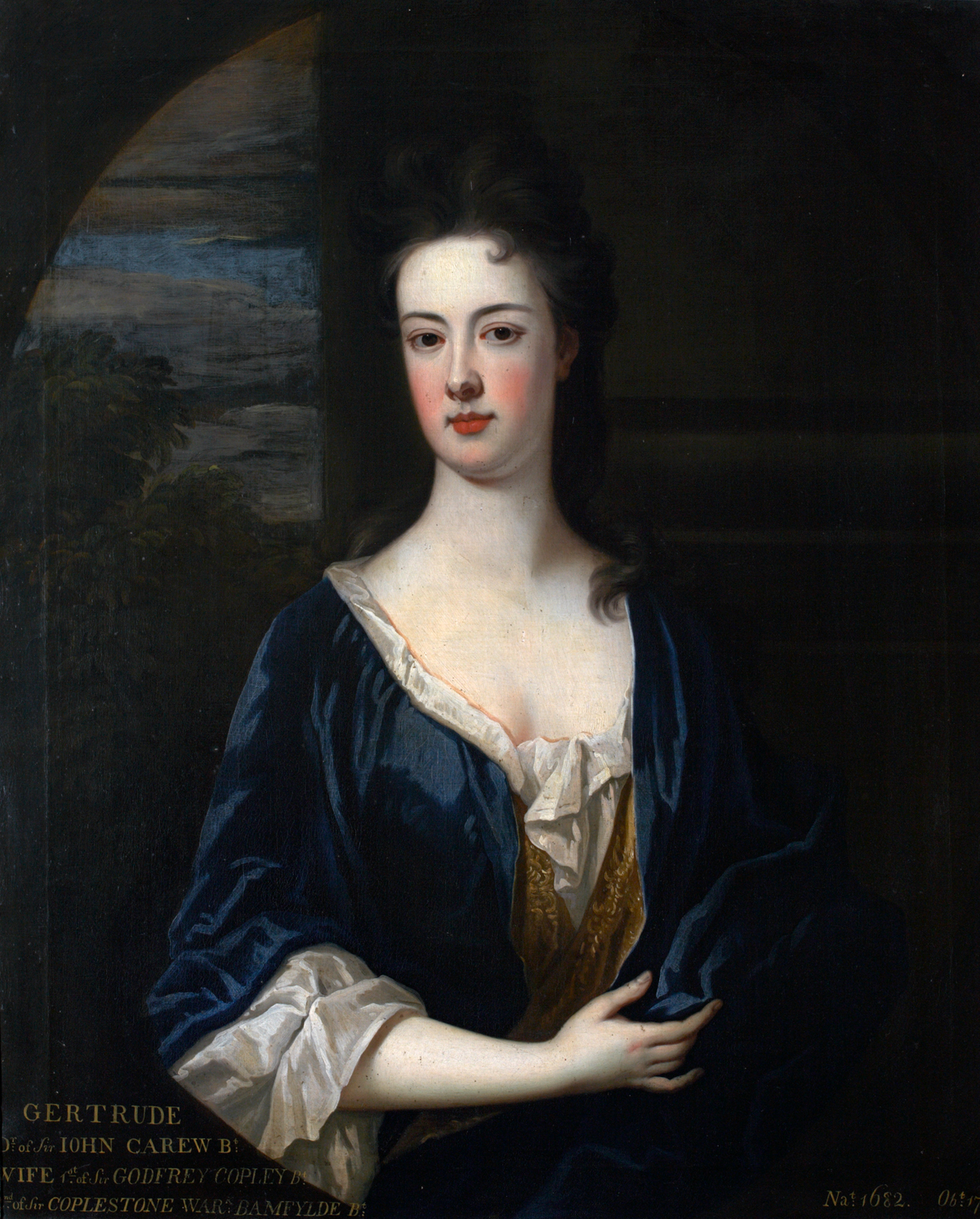
Gertrude Carew (1682-1736), fille de Sir John Carew, 3e baronnet (1635-1692) d'Antony, Portrait par Charles d'Agar, National Trust, collection d'Antony House

  - William Carew (5e baronnet) (1690-1744)[2]
  - Gertrude Carew (née 1682 - 14 avril 1736), elle épouse d'abord Godfrey Copley, 2e baronnet, (ch. 1653 - 9 avril 1709), elle se remarie à Coplestone Bampfylde (3e baronnet) (c. 1689- 1727), de Poltimore et North Molton, Devon
  - Mary Carew (née en 1689)

## Sources
- Vivian, lieutenant-colonel. JL, (Ed.) The Visitations of the County of Devon: Comprising the Heralds' Visitations of 1531, 1564 & 1620, Exeter, 1895, pp. 133-145, pedigree de Carew